# Waste of MFZB
Albums de Zebrahead
MFZB
(2003) Broadcast to the World
(2006)
Singles
1. Are You For Real?
Sortie : 2004

Waste of MFZB est le cinquième album du groupe de punk-rock américain Zebrahead, sorti en 2004 seulement au Japon. Ces chansons ont été enregistrées en même temps que celles de leur précédent album MFZB sauf la reprise de la chanson Wannabe des Spice Girls qui a été enregistrée en même temps que le deuxième album, Playmate of the Year. La chanson Lightning Rod est d'abord sortie sur le single Rescue Me, de l'album MFZB, mais elle était alors nommée Outcast.
Le nom de l'album semble être la combinaison des noms de leur précédents albums Waste of Mind et MFZB, mais cela fait probablement référence aux "restes" (chansons supplémentaires) de l'album MFZB.

## Liste des chansons
1. Are You for Real? - 3:23
2. Let Me Go - 2:58
3. One Less Headache - 3:13
4. Burn the School Down - 3:50
5. Lightning Rod - 3:39
6. Blindside - 3:00
7. Veils and Visions - 3:04
8. One Shot - 2:53
9. Timing Is Everything - 2:21
10. Wannabe (reprise des Spice Girls) - 2:29

## Membres du groupe
- Justin Mauriello – Guitare rythmique, Chant
- Ali Tabatabaee – Chant
- Greg Bergdorf – Guitare solo
- Ben Osmundson – Guitare basse
- Ed Udhus –  Batterie